# Carlo Maria Pintacuda
Carlo Maria Pintacuda, född den 18 september 1900 i Florens, död den 8 mars 1971 i Buenos Aires i Argentina, var en italiensk racerförare.
Pintacuda började tävla i mitten av 1920-talet. 1935 vann han Mille Miglia med en Alfa Romeo vilket gav honom ett fabrikskontrakt hos Scuderia Ferrari. Han körde både Grand Prix racing och sportvagnsracing och tog en andra seger i Mille Miglia 1937.
Efter andra världskriget körde han flera lopp i Sydamerika. Han avslutade sin karriär 1947 och öppnade istället en antikaffär i Buenos Aires som han drev fram till sin död.